# Содді-Дейзі (Теннессі)
Содді-Дейзі (англ. Soddy-Daisy) — місто (англ. city) в США, в окрузі Гамільтон штату Теннессі. Населення — 13 070 осіб (2020).

## Географія
Содді-Дейзі розташоване за координатами 35°15′42″ пн. ш. 85°10′20″ зх. д. / 35.26167° пн. ш. 85.17222° зх. д. (35.261572, -85.172122).  За даними Бюро перепису населення США в 2010 році місто мало площу 60,70 км², з яких 58,57 км² — суходіл та 2,13 км² — водойми.

## Демографія
Згідно з переписом 2010 року, у місті мешкало 12 714 осіб у 5074 домогосподарствах у складі 3638 родин. Густота населення становила 209 осіб/км².  Було 5507 помешкань (91/км²).
Расовий склад населення:
| - 96,9 % — білих - 0,7 % — чорних або афроамериканців - 0,4 % — корінних американців - 0,3 % — азіатів |

До двох чи більше рас належало 1,1 %. Частка іспаномовних становила 1,6 % від усіх жителів.
За віковим діапазоном населення розподілялося таким чином: 21,7 % — особи молодші 18 років, 62,6 % — особи у віці 18—64 років, 15,7 % — особи у віці 65 років та старші. Медіана віку мешканця становила 41,4 року. На 100 осіб жіночої статі у місті припадало 93,8 чоловіків;  на 100 жінок у віці від 18 років та старших — 89,9 чоловіків також старших 18 років.
Середній дохід на одне домашнє господарство  становив 57 232 долари США (медіана — 42 861), а середній дохід на одну сім'ю — 65 365 доларів (медіана — 53 716). Медіана доходів становила 40 833 долари для чоловіків та 33 333 долари для жінок. За межею бідності перебувало 10,7 % осіб, у тому числі 12,5 % дітей у віці до 18 років та 6,4 % осіб у віці 65 років та старших.
Цивільне працевлаштоване населення становило 5684 особи. Основні галузі зайнятості: освіта, охорона здоров'я та соціальна допомога — 23,7 %, роздрібна торгівля — 12,1 %, мистецтво, розваги та відпочинок — 11,0 %, виробництво — 10,9 %.